# Карпіньяно-Сезія
Карпіньяно-Сезія (італ. Carpignano Sesia, п'єм. Carpignan) — муніципалітет в Італії, у регіоні П'ємонт,  провінція Новара.
Карпіньяно-Сезія розташоване на відстані близько 520 км на північний захід від Рима, 80 км на північний схід від Турина, 18 км на північний захід від Новари.
Населення — 2553 особи (2014).

## Демографія
Населення за роками:

Станом на 1 січня 2023 року в муніципалітеті офіційно проживали 172 іноземці з 22 країн, серед них 50 громадян країн Євросоюзу та 30 громадян України.

## Сусідні муніципалітети
- Бріона
- Фара-Новарезе
- Гемме
- Гізларенго
- Лента
- Сіллавенго
- Сіццано